# Rijckholt-Feuerstein

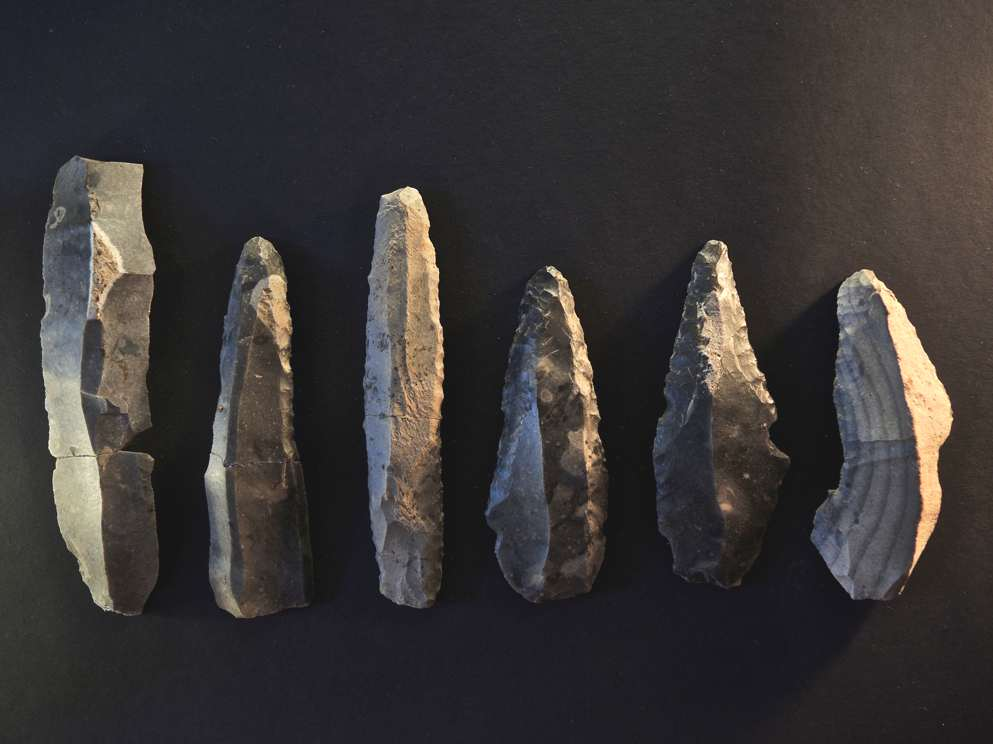
Gerätschaften aus Rijckholt-Feuerstein

Rijckholt-Feuerstein (auch Maasfeuerstein genannt) ist der häufigste Feuerstein auf neolithischen Fundplätzen in den Benelux-Ländern und im Rheinland. Das gilt besonders für die ältere und mittlere Bandkeramik (5500–5200 v. Chr.) und das Jungneolithikum. Rijckholt-Feuerstein hat seinen Namen nach dem gleichnamigen Ort südlich von Maastricht in der niederländischen Provinz Limburg. Die Minen wurden 1881 von Marcel De Puydt (1855–1940) entdeckt und ab 1923 ausgegraben.
Es gibt die Maasfeuerstein-Varietäten:
Hellgraubelgischer-, Lousberg-, Maasschotter-, Maaseier-, Obourg-, Rijckholt-, Rullen-, Simpelveld-, Spiennes-, Valkenburg- und Vetschau- oder Orsbach-Feuerstein.

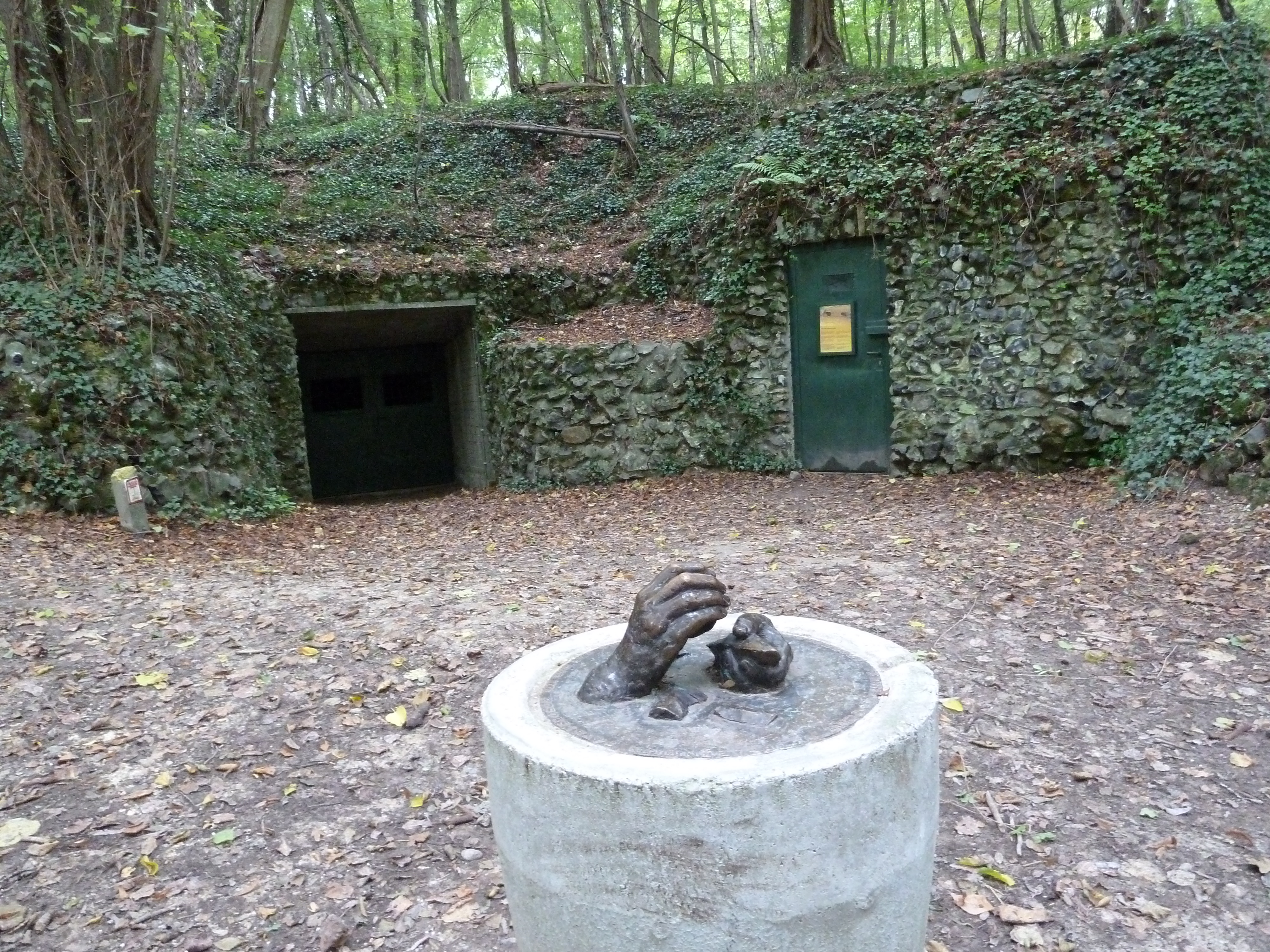
Eingang zu den Rijckholt-Feuersteinminen

## Geschichte
Aus geologischer Sicht stammt der Feuerstein aus Schichten der Maastricher Kreide 500 m östlich von Rijckholt. Der Rohstoff wurde im Tagebau gewonnen. Beim Ortsteil St. Geertuid bestanden zwischen etwa 3950 und 2650 v. Chr. auf einem Gebiet von acht Hektar Minen, in denen der Feuerstein aus Schächten von fünf bis zwölf Metern Tiefe gewonnen wurde.
Die gesamte Förderung an Rijckholt-Feuerstein wird über die Nutzungszeit der Minen auf 19.500 bis 23.000 Tonnen geschätzt. Aus dem Feuerstein wurden überwiegend Klingen, große Abschlagkratzer und Vorprodukte für Beilklingen hergestellt. Man rechnet mit etwa 25.000 Klingen bzw. Beilen pro Jahr, was über die Nutzungszeit betrachtet 12,5 Millionen Feuersteinprodukte wären.
Im Bergwerksbereich wurden von Archäologen einige Schächte ausgegraben und durch horizontale Stollen verbunden. Es stellte sich heraus, dass die neolithischen Bergleute es essentiell auf die Schicht 10 der 23 feuersteinführenden Schichten im Kalkstein abgesehen hatten, die die höchste Qualität lieferte. Die Steine aus Schicht 10 sind knollenförmig. Ihr Durchmesser beträgt mindestens 20 cm. Die Knollen besitzen eine Vielfalt an Form und Farbe der mit bloßem Auge sichtbaren Einschlüsse sowie an Textur, die überwiegend feinkörnig ist. Die Farbe, manchmal mit einem leichten Blauschimmer versehen, variiert von dunkel bis hellgrau. Die dunkelsten Stellen können „glasartig“ sein, d. h., sie sind einigermaßen durchscheinend, was besonders an den Rändern von Klingen und Abschlägen zu sehen ist. Bei Weitem das meiste Material ist allerdings opak. Die Spaltoberfläche ist nicht glänzend, aber glatt.
Von Felder, Rademakers und de Grooth stammt eine umfängliche Beschreibung des Rijckholt-Feuersteins. Klingen, die nachweisbar von einem Kernstein stammen, wurden in Depots im Bergwerksgebiet, aber auch weit entfernt gefunden. Die Halbfabrikate der Beilklingen wurden vom Endnutzer fertig zugerichtet und geschliffen. Es ist unmöglich, bergmännisch gewonnenen Rijckholt-Feuerstein eindeutig von dem aus Spiennes oder Jandrain-Jandrenouilles zu unterscheiden.